# H-motor

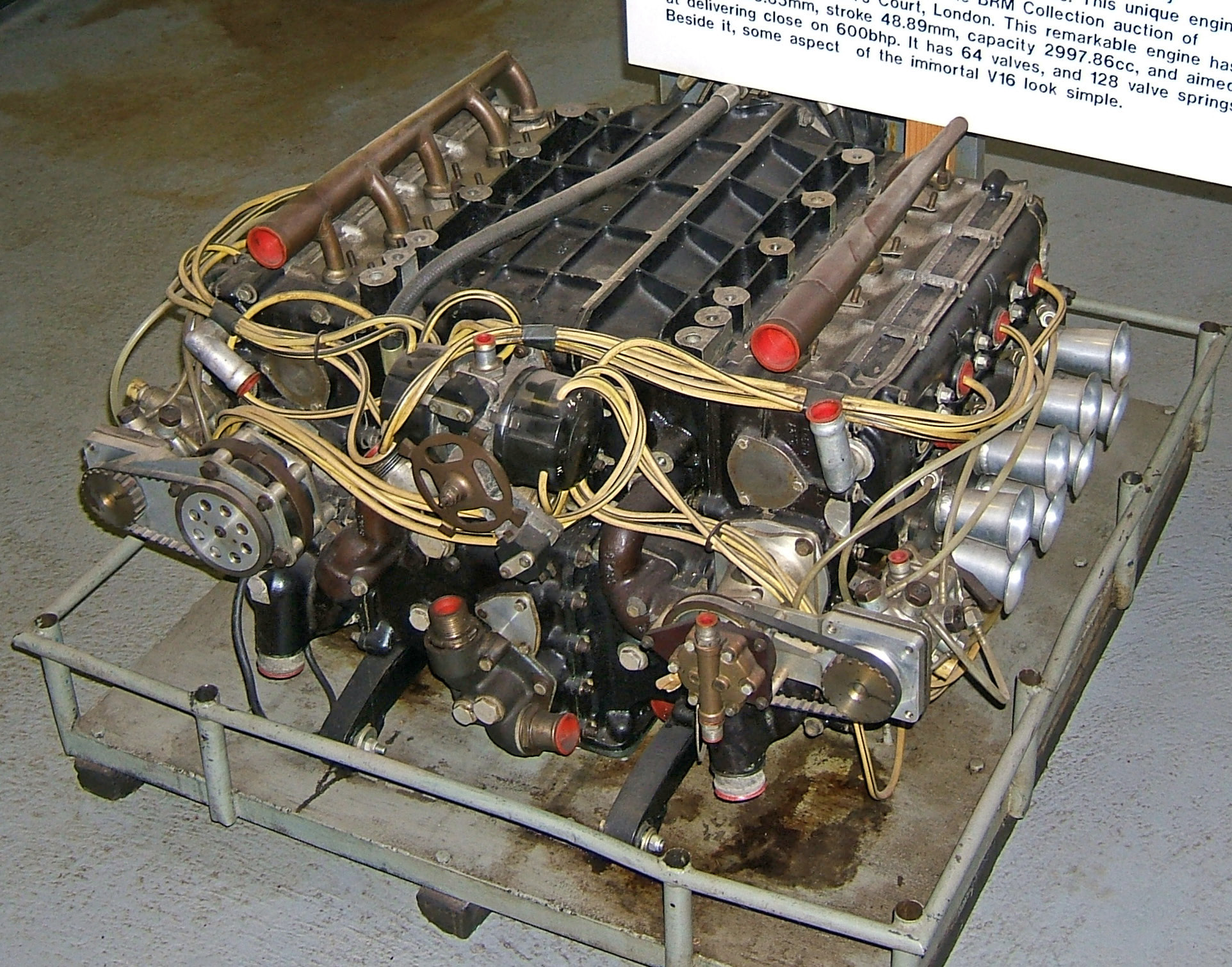
H16 formel 1-motor i 64-ventilers version, från BRM P83

H-motor är en ovanlig motorkonstruktion som i princip består av två kompletta platta motorer med var sin vevaxel. Dessa kopplas samman genom en växellåda för att ge en gemensam drivlina. 
Motortypen förekom främst som flygmotor. 